# الجبس

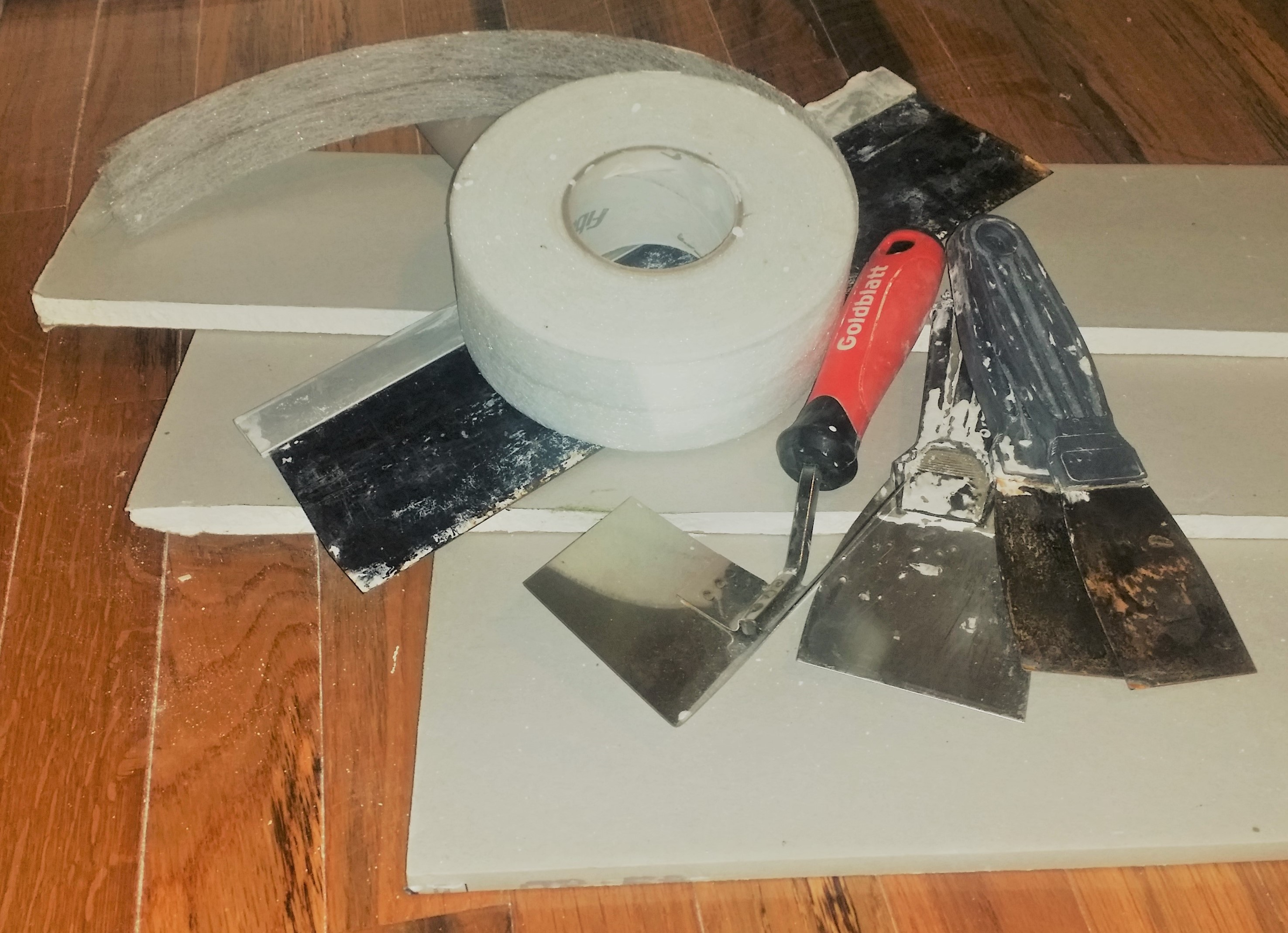
صوره للجص

الحوائط الجافة (وتسمى أيضًا اللوح الجصي، والبطانة الجافة، ألواح الجدران، الألواح الصخرية، ألواح الجبس، لوح الباستر، لوح السلاحف، لوح الصفائح، لوح الكاسترد، لوح الجبس ) لوحٌ مصنوع من ثنائي هيدرات كبريتات الكالسيوم ( الجبس، مع أو دون إضافات، تُبثق عادةً بين صفائح سميكة من ورق الواجهات والورق الداعم، وتستخدم في بناء الجدران والأسقف الداخلية. يُخلط الجبس بالألياف (عادةً الورق أو الصوف الزجاجي أو مزيج من هذه المواد) ؛ الملدنات، عامل رغوة . والإضافات التي يمكن أن تقلل العفن الفطري والقابلية للاشتعال وامتصاص المياه . في منتصف القرن العشرين، أصبح بناء الحوائط الجافة منتشرًا جدأ في أمريكا الشمالية بديلًا موفر للوقت والعمالة للخشب والجص .